# Donavon Frankenreiter
Musicien californien, né le 10 décembre 1972, à Downey, Donavon Frankenreiter est un passionné[réf. souhaitée] de surf, sport pour lequel il est commandité en tant que surfeur libre par Billabong, à l'âge de treize ans.
Il commence à jouer de la guitare à quinze ans et signe en 2003, sur le même label que Jack Johnson, Brushfire Records. En 2004, il publie son premier album, intitulé Donavon Frankenreiter, sur lequel se trouve le morceau Free en duo avec Jack Johnson (il fit d'ailleurs la première partie de ce dernier[pas clair] en 2005 à La Cigale, Paris).
C'est en 2006, deux ans après la sortie de son premier album, que Donavon sort le second, Move By Yourself. À la suite de la sortie de ce nouvel album, Donavon commença une tournée internationale et sortit un CD et DVD live intitulé The Abbey Road Sessions. C'est également durant cette tournée qu'il écrivit quelques nouveaux titres que l'on peut retrouver sur le CD de six titres acoustiques Recycled Recipes sorti en 2007.

## Discographie

### Singles
- Some Live Songs (6 titres lives avec Jack Johnson et G-Love chez Brushfire Records, 2004)

1. Rodeo Clowns / 2. Free / 3. Sunshine / 4. Heading Home / 5. Mud Football / 6. Girl I Wanna Lay You Down